# ポッシきゃな?
ポッシきゃな?は、つんく♂がプロデュースを手がけているNICE GIRL プロジェクト!のTHE ポッシボーメンバー岡田ロビン翔子と、キャナァーリ倶楽部「あ～りぃず」班のメンバー大浦育子の2人がパーソナリティを務めたCBCラジオの『サタデーティーンズナイト』枠のラジオ番組。

## 概要
- THEポッシボーのロビンとキャナァーリ倶楽部のいくっちがレギュラー出演。
- 番組名はCBCラジオプレスと新聞ラジオ欄には『ポッシきゃな？』と表記されているが、番組公式ホームページと番組ロゴとタイトルコールとジングルについては『ポッシきゃな？』の前に『THEポッシボーロビンとキャナァーリ倶楽部いくっちの～』が付けられている。
- スタジオのブース内で時折笑い声をしている放送作家のことを「ミスターフェードアウト」と呼んでいる。
- 『ハイパーナイト』枠から唯一ラジオネームの呼び方を何度か変えている。
- 2010年春改編で『ハイパーナイト』自体が終了、同番組は後継番組『サタデーティーンズナイト』枠に移動し引き続き放送される。

## 放送時間
現在の放送時間
- 土曜 23:30 - 24:00（2010年4月 - 、『サタデーティーンズナイト』枠）

過去の放送時間
- 火曜 23:30 - 24:00（番組開始 - 2010年3月、『ハイパーナイト』枠）

## パーソナリティー
現在のパーソナリティ
- 岡田ロビン翔子（THE ポッシボー）通称：ロビン
- 大浦育子（キャナァーリ倶楽部「あ〜りぃず」班）通称：いくっち[1]

過去のパーソナリティ
- 丹羽未来帆（キャナァーリ倶楽部「あ〜りぃず」班）通称：みっきー[2]

## 主なコーナー
- いい女養成講座

リスナーが考えた“いい女”の定義を発表
- 吐息のコーナー

ロビン、いくっちの2人が短い文章を吐息交じりで読む
- 妄想ハンター

- ポッシきゃな？川柳

毎回番組から出されるお題に対して、面白川柳を募集

## 過去のコーナー
- 聴いてフレーズ

オープニングで最初に必ずいう『最後まで聞いてください!』に代わるフレーズを募集
- NICE GIRL劇場

リスナーが考えたショートドラマを放送
- お悩み解決できるきゃな?

月刊TVガイドB.L.Tの連載記事連動コーナー。リスナーからの悩み相談に2人が習字に書いて解決。2人が書いた習字は同雑誌に掲載された

## ゲスト
2008年
- 4月1日、つんく♂
- 7月8日、岡田怜子
- 7月15日、小川真奈
- 8月5日、秋山ゆりか
- 11月18日、諸塚香奈実
- 11月25日、小川真奈

2009年
- 1月13日、道重さゆみ[3]
- 2月3日、松井友里絵
- 2月10日、高田あゆみ
- 3月10日、亀子のぶお
- 4月21日、高田あゆみ
- 6月9日、後藤夕貴
- 8月25日、橋本愛奈